# Edwin Lankester
Edwin Lankester est un médecin et un parasitologiste britannique.

## Aperçu biographique
Edwin Lankester est né le 23 avril 1814 à Melton dans le Suffolk et mort le 30 octobre 1874.
Il étudie la médecine à l’université de Londres de 1834 à 1837. Il enseigne la matière médicale et la botanique à l’Hôpital Saint-Georges en 1843. Lankester devient membre de la Royal Society en 1845. En 1850, il devient professeur d’histoire naturelle au New College de Londres. En 1862, il devient le médecin légiste du centre du Middlesex, fonction qu’il conserve jusqu’à sa mort.
Lankester fait paraître de nombreux travaux sur des aspects très variés de l’histoire naturelle. Il traduit notamment le traité sur les parasites de Gottlob Friedrich Heinrich Küchenmeister (1821-1890). Il meurt du diabète et des suites d’un anthrax. Son fils est le grand zoologiste britannique Sir Edwin Ray Lankester (1847-1929).
Edwin Lankester est devenu membre de la Royal Society le 18 décembre 1845.